# Oberstveterinär
Der Oberstveterinär ist einer der Dienstgrade der Bundeswehr. Oberstveterinäre sind Sanitätsoffiziere mit einer Approbation als Tierarzt. Der Dienstgrad wird durch den Bundespräsidenten mit der Anordnung des Bundespräsidenten über die Dienstgradbezeichnungen und die Uniform der Soldaten auf Grundlage des Soldatengesetzes festgesetzt.

## Dienststellungen
Oberstveterinäre bekleiden im Sanitätswesen der Bundeswehr herausgehobene Spitzendienstposten, die nur von sehr wenigen Tierärzten erreicht werden. Oberstveterinäre können Abteilungs- oder Dienststellenleiter einer der Überwachungsstellen für öffentlich-rechtliche Aufgaben (insbesondere der Überwachungsstelle Ost mit Schwerpunkt Veterinärwesen), des Instituts für Mikrobiologie der Bundeswehr oder eines der Zentralen Institute des Sanitätsdienstes (insbesondere den Standort Kiel mit Schwerpunkt Veterinärwesen) sein. Oberster Fachvorgesetzter im Veterinärwesen ist der Inspizient Veterinärmedizin der Bundeswehr im Dienstgrad Oberstveterinär.

## Ernennung
Für die Ernennung zum Oberstveterinär oder die Einstellung mit diesem Dienstgrad gelten dieselben gesetzlichen Grundlagen und Anforderungen beispielsweise hinsichtlich Mindestdienstzeit, Laufbahnzugehörigkeit und Dienstverhältnis wie bei Oberstärzten. Statt einer Approbation als Arzt oder Zahnarzt ist die Approbation als Tierarzt Voraussetzung. Bei einer Einstellung als Oberstveterinär ist abweichend statt einer Zulassung als Gebiets- oder Facharzt die Qualifikation zum Fachtierarzt oder die zweijährige Tätigkeit als Amtstierarzt gefordert.

## Dienstgradabzeichen

Aufschiebe-
schlaufen für Feldanzug

Das Dienstgradabzeichen für Oberstveterinäre entspricht im Wesentlichen dem für Oberstärzte. Zur Unterscheidung der Oberstveterinäre dient ein Laufbahnabzeichen in Form eines abgewandelten Äskulapstabes. Die Schlange windet sich im Laufbahnabzeichen für Tierärzte in doppelter Windung (um einen nicht dargestellten Stab).

## Geschichte
Der Dienstgrad wurde mit der sechsten Anordnung des Bundespräsidenten über die Dienstgradbezeichnungen und die Uniform der Soldaten vom 5. Mai 1966 neu geschaffen.

## Sonstiges
Hinsichtlich Befehlsgewalt in truppendienstlicher und fachlicher Hinsicht im Sinne der Vorgesetztenverordnung und Wehrdisziplinarordnung, hinsichtlich äquivalenter, nach- und übergeordneter Dienstgrade im Sinne der ZDv 14/5 und hinsichtlich der Besoldung sind im Übrigen Oberstveterinäre dem Oberstarzt gleichgestellt. In der nach der Soldatenlaufbahnverordnung und ZDv 20/7 regelmäßig zu durchlaufenden Beförderungsreihenfolge ist der vorangehende Dienstgrad der Oberfeldveterinär. Für Sanitätsoffiziere der Fachrichtung Veterinärmedizin ist der Oberstveterinär der höchste zu erreichende Dienstgrad; die Beförderung in einen ranghöheren Dienstgrad ist nicht vorgesehen. Dienstgrade für Veterinäre führen ausschließlich Heeresuniformträger.
| Offizierdienstgrad |                                                                                                |                                                                                       |
| Niedrigerer Dienstgrad |                                                                                                | Höherer Dienstgrad                                                                    |
| Oberstleutnant Fregattenkapitän Oberfeldarzt Oberfeldapotheker Oberfeldveterinär Flottillenarzt Flottillenapotheker             | Oberst Kapitän zur See Oberstarzt Oberstapotheker Oberstveterinär Flottenarzt Flottenapotheker | Brigadegeneral Flottillenadmiral Generalarzt Generalapotheker n. v. Admiralarzt n. v. |
| Dienstgradgruppe: Mannschaften – Unteroffiziere o.P. – Unteroffiziere m.P. – Leutnante – Hauptleute – Stabsoffiziere – Generale |                                                                                                |                                                                                       |